# 小行星51823
小行星51823（51823 Rickhusband）是為紀念太空人里克·赫斯本德而被命名的小行星。他是在STS-107哥倫比亞號太空梭任務於2003年2月1日返航時殉職的太空人。小行星51823號是噴射推進實驗室的近地小行星追蹤計畫於2001年7月18日在帕洛馬山天文台發現的。

## 外部連結
- NASA JPL - Space Shuttle Columbia Tribute page （页面存档备份，存于）
- Orbital simulation and data for 51823 Rickhusband Archive.today的存檔，存档日期2012-12-12
- 小行星51823 at the JPL Small-Body Database 
  - Close approach · Discovery · Ephemeris · Orbit diagram · Orbital elements · Physical parameters

| 前一小行星： 2001 OB25 | 小行星列表 | 後一小行星： 小行星51824 |